# Carl Neuberg

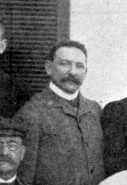
Retrato de Varela en 1910.

Carl Neuberg (Hannover, 29 de julio de 1877 - Nueva York, 30 de mayo de 1956) fue un químico alemán, pionero en la Bioquímica —llamado el «padre de la bioquímica moderna»— y uno de los bioquímicos más destacados de la década de 1920, durante la que sería propuesto al Premio Nobel.
Doctorado en Química por la Universidad de Berlín en 1900, de la que más tarde sería profesor, en 1906 fundó la revista Biochemische Zeitschrift y a partir de 1925 pasaría a ser director del Kaiser Wilhelm Institute of Biochemistry hasta 1934, cuando fue expulsado por los nazis. Desde la ascensión de Hitler al poder en 1933 hasta 1939 sufrió persecución por su condición de judío; continuó su trabajo primero en los Países Bajos, hasta 1938 que emigró a Palestina y finalmente a Estados Unidos en 1940, donde falleció en 1956.
A lo largo de su carrera estudió procesos de fermentación alcohólica con levaduras y la ruta metabólica de la glucólisis, entre otras materias. Neuberg descubrió en 1911 una enzima que catalizaba la descarboxilación del ácido pirúvico —la carboxilasa— e introdujo métodos de análisis de intermedios metabólicos que le permitieron interpretar las fases y mecanismos de la fermentación alcohólica de la glucosa.